# 温井続宗
温井 続宗（ぬくい つぐむね）は、戦国時代の武将。能登畠山氏の家臣。畠山義続から偏諱を受け「続宗」を名乗る。

## 略歴
藤原北家利仁流の温井氏は能登国の国人で、現在の輪島を領していた。
永正10年（1513年）、温井総貞の嫡男として生まれる。父を補佐して遊佐氏を打倒、畠山氏の実権を掌握した。弘治元年（1555年）に父が主君・畠山義綱（義続の嫡男）によって討たれたため、子・景隆と共に加賀国へと逃亡した。
その後、続宗は叔父の続基・綱貞や、温井氏と縁が深い能登三宅氏を中心に反義綱派の勢力を結集させ、一族の畠山晴俊を擁立する形で謀反を起こしたが、戦闘の中で討ち死にした（弘治の内乱）。